# Blackmagic Cinema Camera

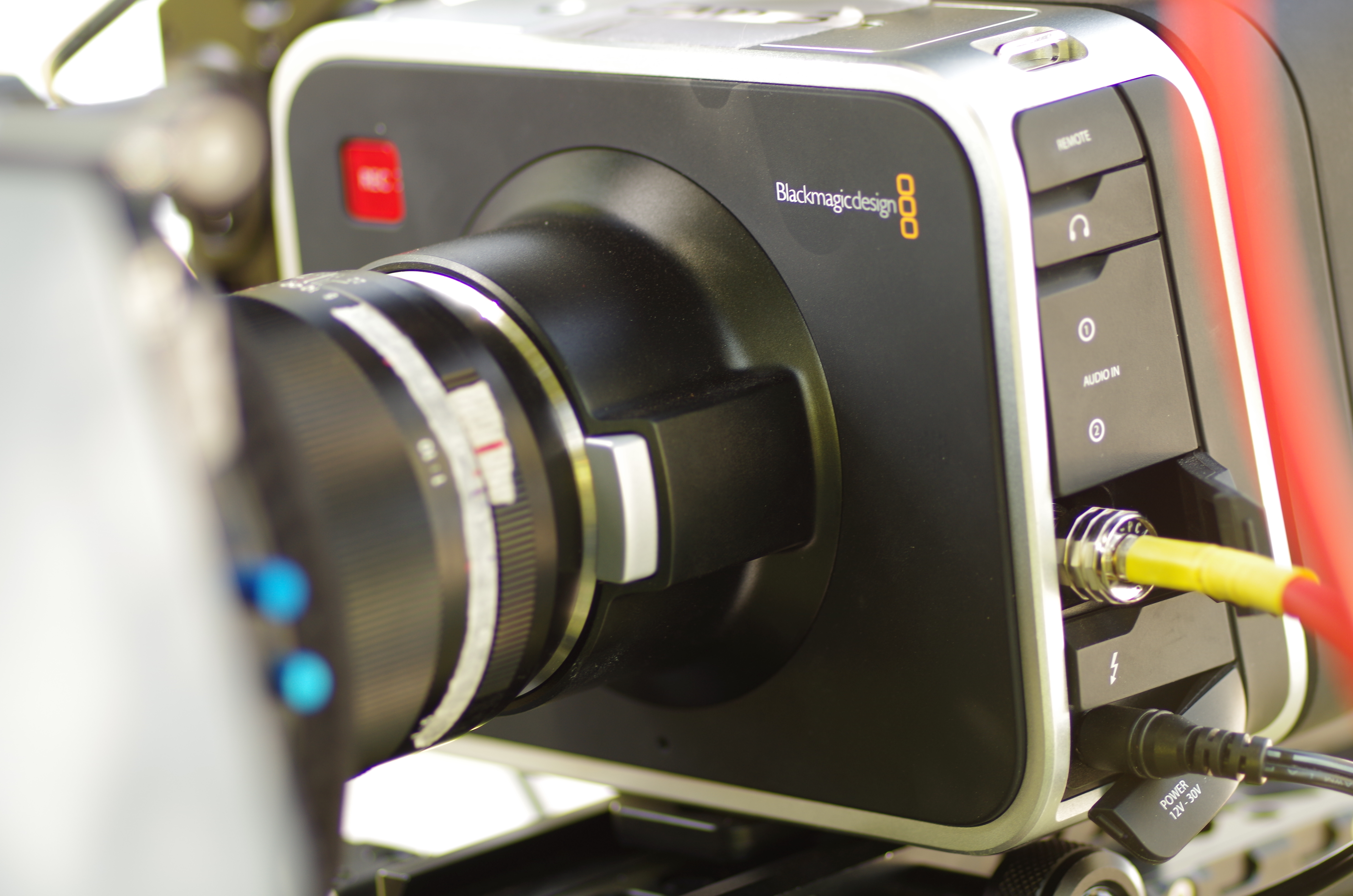
La Blackmagic Cinema Camera

La Blackmagic Cinema Camera, spesso chiamata semplicemente Cinema Camera o BMCC, è una macchina da presa digitale sviluppata e prodotta da Blackmagic Design e rilasciata il 4 settembre 2012. Fa parte della linea di cineprese con marchio Cinema Camera e registra video da 2,5K in raw, Apple ProRes, CinemaDNG e Avid DNxHD.

## Storia
Al NAB Show dell'aprile 2012, Blackmagic Design ha annunciato l'uscita della Cinema Camera per luglio con un prezzo iniziale di 2.995 dollari USA. Tuttavia, ad agosto, la data di rilascio fu posticipata per le "fasi finali della certificazione Thunderbolt e dei test interni". Un modello Micro Quattro Terzi è stato quindi annunciato all'IBC a settembre per il rilascio a dicembre, insieme a una collaborazione con Arri per una serie di kit esclusivamente progettati per la cinepresa.
Oltre all'annuncio della Pocket Cinema Camera e della Production Camera 4K al NAB nell'aprile 2013, il prezzo fu ulteriormente abbassato dal suo valore iniziale a 1.995 dollari USA in agosto. A settembre 2014 la cinepresa è stata dotata di un attacco Arri PL. In ottobre, un aggiornamento del firmware ha consentito alle fotocamere di formattare le unità a stato solido all'interno della fotocamera. Nel marzo 2015, un altro aggiornamento ha aggiunto funzionalità raw senza perdita di dati.
Al NAB Show di aprile 2018, Blackmagic Design ha annunciato l'uscita della Pocket Cinema Camera 4K al prezzo di $ 1.295. La prima macchina della linea Pocket Cinema Camera con la capacità di girare video 4K.
Nell'agosto 2019, Blackmagic Design ha rilasciato la Blackmagic Pocket Cinema Camera 6k con sensore per fotocamera Super 35 e innesto EF per $ 2.495 USD.
Nel febbraio 2021, Blackmagic Design ha rilasciato Blackmagic Pocket Cinema Camera 6k Pro, una versione aggiornata di Pocket Cinema Camera 6K, che presenta filtri ND interni e uno schermo ribaltabile ad alta luminosità.